# Christlichsoziale Partei (Österreich)
Die Christlichsoziale Partei Österreichs (CS oder CSP) war eine katholisch-konservative Partei in den im Reichsrat vertretenen Königreichen und Ländern Österreich-Ungarns und der Ersten Republik Österreichs. Sie wurde in den frühen 1890er Jahren gegründet und erlebte einen rasanten Aufstieg zu einer der bedeutendsten Parteien der Monarchie. In der Ersten Republik war sie bis 1934 an jeder Bundesregierung beteiligt, stellte ab 1920 meist den Bundeskanzler und ab 1928 auch den Bundespräsidenten. Hochrangige Vertreter der Partei bereiteten den Boden für den Übergang zum autoritären Regime des österreichischen Ständestaats, nach dessen Errichtung sich die Partei zugunsten der Vaterländischen Front auflöste.
Die Partei gilt als Vorläufer der seit 1945 bestehenden Österreichische Volkspartei (ÖVP).

## Geschichte

### Vorgeschichte

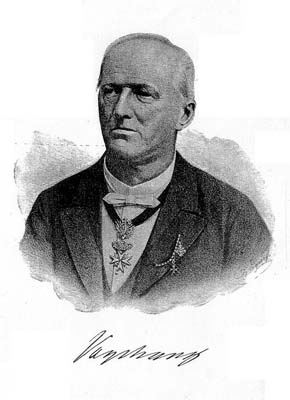
Karl von Vogelsang, Vordenker des politischen Katholizismus in Österreich

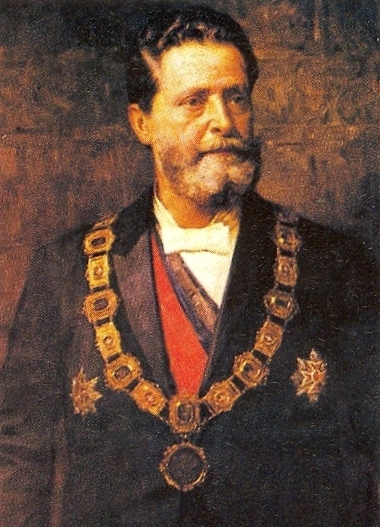
Karl Lueger gründete in den 1890er Jahren die Christlichsoziale Partei.

Vorläufer der christlichsozialen Bewegung in Österreich entstanden mit der 1848 erschienenen „Wiener Kirchenzeitung“ Sebastian Brunners als Pionierin des katholischen Pressewesens und den von Kardinal Anton Gruscha 1852 ins Leben gerufenen katholischen Gesellenvereinen.
Im Jahre 1868 rief der Linzer Bischof und Landtagsabgeordnete Franz Joseph Rudigier in einem Hirtenbrief zum Widerstand gegen die Maigesetze auf. Seine Verhaftung am 5. Juni 1869 führte zu einer bis dahin in Linz noch nie gesehenen Demonstration, welche als Geburtsstunde der christlichsozialen Bewegung beziehungsweise Beginn der demokratischen Bewegung des österreichischen Katholizismus bezeichnet wird. Am 16. Oktober 1869 erfolgte die Gründung des Katholischen Volksvereins für Oberösterreich, als erster Vereinspräsident fungierte Heinrich Graf Brandis. Aus dieser Gruppierung sollte sich schließlich die bis 1934 bestehende oberösterreichische Landesorganisation der Christlichsozialen Partei entwickeln.
Der katholische Publizist Karl von Vogelsang war wichtiger Vordenker des politischen Katholizismus in Österreich. Vor dem Hintergrund des Börsenkrach 1873 formulierte er als Redakteur des Vaterlands und ab 1879 in seiner Monatszeitschrift für christliche Sozialreform die Grundlagen der christlichen Sozialreform. Über die konservativen Sozialreformer Aloys von Liechtenstein und Egbert Belcredi fanden diese Ideen bereits Eingang in die Sozialgesetzgebung der Regierung von Graf Eduard Taaffe. Vogelsang versuchte den 1882 gegründeten antiliberalen Österreichischen Reformverein zu einer entsprechenden Volkspartei zu formen, aber da dort der Antisemitismus gegenüber der Sozialpolitik dominierte, setzte er später seine Hoffnungen auf den 1887 von Ludwig Psenner gegründeten Christlichsozialen Verein.
Um die Chancen bei der Wiener Gemeinderatswahl 1887 zu erhöhen, kandidierte man zusammen mit mehreren deutschnationalen und antiliberalen Gruppen als Wahlgemeinschaft Vereinigte Christen (im Volksmund aufgrund ihrer Inhomogenität „Wurstkesselpartei“ genannt). Mit dem Namen „Christen“ wollten man auch den Gegensatz zum Judentum ausdrücken, in dem man die Repräsentanz des ausbeuterischen Wirtschaftsliberalismus erblickte. Ihr Spitzenkandidat Karl Lueger war zu dieser Zeit noch Mitglied der linksliberalen Demokraten.
1888 wechselte Lueger zum Christlichsozialen Verein, der besonders beim niederen Klerus begeisterte Anhänger fand. Hier wurde Lueger mit den Prinzipien der christlichen Sozialreform vertraut und nahm an den von Vogelsang veranstalteten Diskussionsrunden der Enten-Abende teil. Nach dem Tod Vogelsangs 1890 wurden sie vom Moraltheologen Franz Martin Schindler weitergeführt. Dieser übernahm auch intellektuelle Führerschaft, während der politisch talentierte Lueger als Obmann des Vereins fungierte. In der 1891 erschienene Sozialenzyklika „Rerum Novarum“ sah sich der Christlichsoziale Verein in seinen programmatischen Anliegen bestätigt.
Weitere Gruppierungen, die später in der CSP aufgehen sollten, waren die „Katholisch-Konservativen“, die „Demokraten“, die „Gewerblichen Reformer“, die „Freie Vereinigung katholischer Sozialpolitiker“ von Liechtenstein und der 1892 von Leopold Kunschak gegründete „Christlichsoziale Arbeiterverein“.

### Die Christlichsoziale Partei in der Monarchie
Zum Gründungsdatum der Christlichsozialen Partei herrscht Uneinigkeit in der Literatur: So wird einerseits das Antreten des Christlichsozialen Vereins als Partei zur Reichsratswahl 1891 als Geburtsstunde gesehen, andererseits eine Vereinigung mehrerer Gruppierungen in der Christlichsozialen Partei 1893. Einigkeit besteht jedenfalls darin, dass die Gründung unter der Führung Karl Luegers erfolgte.
Die Partei orientierte sich kleinbürgerlich und klerikal und konnte so große Massen der konservativen Agrarbevölkerung und des städtischen Kleinbürgertums anziehen: Handwerker, Gewerbetreibende und Beamte. In der Kirche hatte die Partei einen wichtigen Verbündeten: Einerseits sprach sie mit ihrer Kritik an liberalen Modernisierungstendenzen und Kapitalismus Modernisierungsverlierer an, für die die katholische Soziallehre ein attraktives programmatisches Angebot darstellte, andererseits konnte sie die Organisation der Partei mit geschulten Mitarbeitern in Form des niederen Klerus unterstützen. Dadurch ersparte sich die junge Partei den Aufbau einer eigenen Parteiorganisation.
Teil des christlichen Wertekanons der damaligen Zeit war auch ein moderater Antisemitismus. Bis in die 1890er-Jahre trugen die Wahlvereinigungen um Lueger Bezeichnungen wie „Antisemiten und Christlichsoziale“ oder nur „Antisemiten“.
Am 3. österreichischen Katholikentag wurde die Gründung einer volkstümlichen Zeitung als Sprachrohr des Katholizismus in Österreich beschlossen. 1894 erschien erstmals die Reichspost, die als Presseorgan der Partei und als Gegengewicht zur nach wie vor dominanten liberalen Presse diente.
Bei der Wiener Gemeinderatswahl 1895 wurde die langjährige Dominanz des liberalen Lagers gebrochen und die CSP erreichte die Zweidrittelmehrheit, die sie bis 1919 halten konnte. Die Reichshauptstadt wurde zum Zentrum der Stärke der Partei. Mit Josef Strobach konnte sie den Wiener Bürgermeister stellen, 1897 wurde Lueger selbst Bürgermeister. In Niederösterreich sorgte die Verbindung mit dem Landesverband der Landwirte, aus dem 1906 der Niederösterreichische Bauernbund hervorging, für großen Wählerzuspruch in der bäuerlichen Bevölkerung. Ab der Landtagswahl 1902 dominierte die CSP auch hier. Durch Erfolge auch in anderen Kronländern wurde die CSP zur Reichspartei.
Beim Parteitag in Eggenburg 1905 lehnte die Partei den durch den Ausgleich bedingten Dualismus ab und forderte im Interesse des Bestands des Vielvölkerstaats eine föderalistische Neustrukturierung. Dieses Bekenntnis zu Österreich-Ungarn, das sie von den Deutschnationalen unterschied, registrierte Erzherzog Franz Ferdinand mit großem Interesse, der Thronfolger unterhielt fortan ein Nah-Verhältnis zur CSP.
Im Jahr 1907 vereinigte sich die CSP mit der Katholischen Volkspartei und wurde dadurch stimmenstärkste Fraktion im Abgeordnetenhaus des Reichsrats.
Der Tod Karl Luegers stürzte die Partei in eine Krise. In seinem politischen Testament warnte er die Partei davor, zu einer spezifischen „Berufspartei“ zu werden, sie müsse gleichermaßen die Interessen der Bauern, der Handwerker, des Gewerbes wie auch der großstädtischen Bevölkerung und der Intelligenz vertreten. Obwohl Lueger Richard Weiskirchner als seinen Nachfolger im Amt des Bürgermeisters vorgeschlagen hatte, kam es zu massiven Spannungen zwischen jenem und Albert Geßmann, der auch Ambitionen auf das Amt hegte, was schließlich bei der Reichsratswahl 1911 zu deutlichen Verlusten führten. Die Partei fiel hinter die Sozialdemokratische Arbeiterpartei (SDAP) zurück. Zwar konnte der neue Parteiobmann Aloys von Liechtenstein ein drohendes Auseinanderbrechen der Partei verhindern, aber es fehlte an einer großen Integrationsfigur.
Im Ersten Weltkrieg stand die Partei auf Seiten der Monarchie, gegen Ende des Krieges wurde die Partei zunehmend gespalten in eine monarchistische und eine republikanische Fraktion. Zum Jahresende 1918 hatte die kaiserliche Regierung kaum mehr loyale Truppen, die Armee befand sich in einem chaotischen Auflösungszustand. Realpolitisch hätte ein Beharren auf der Monarchie für die CSP Selbsteliminierung bedeutet. Daher entschied sich die Partei am 12. November 1918 für die Errichtung der Republik. Der monarchistische Aloys von Liechtenstein legte aus Protest gegen diese Entscheidung seine Funktion als Parteiobmann zurück.

### Die Christlichsoziale Partei in der Ersten Republik

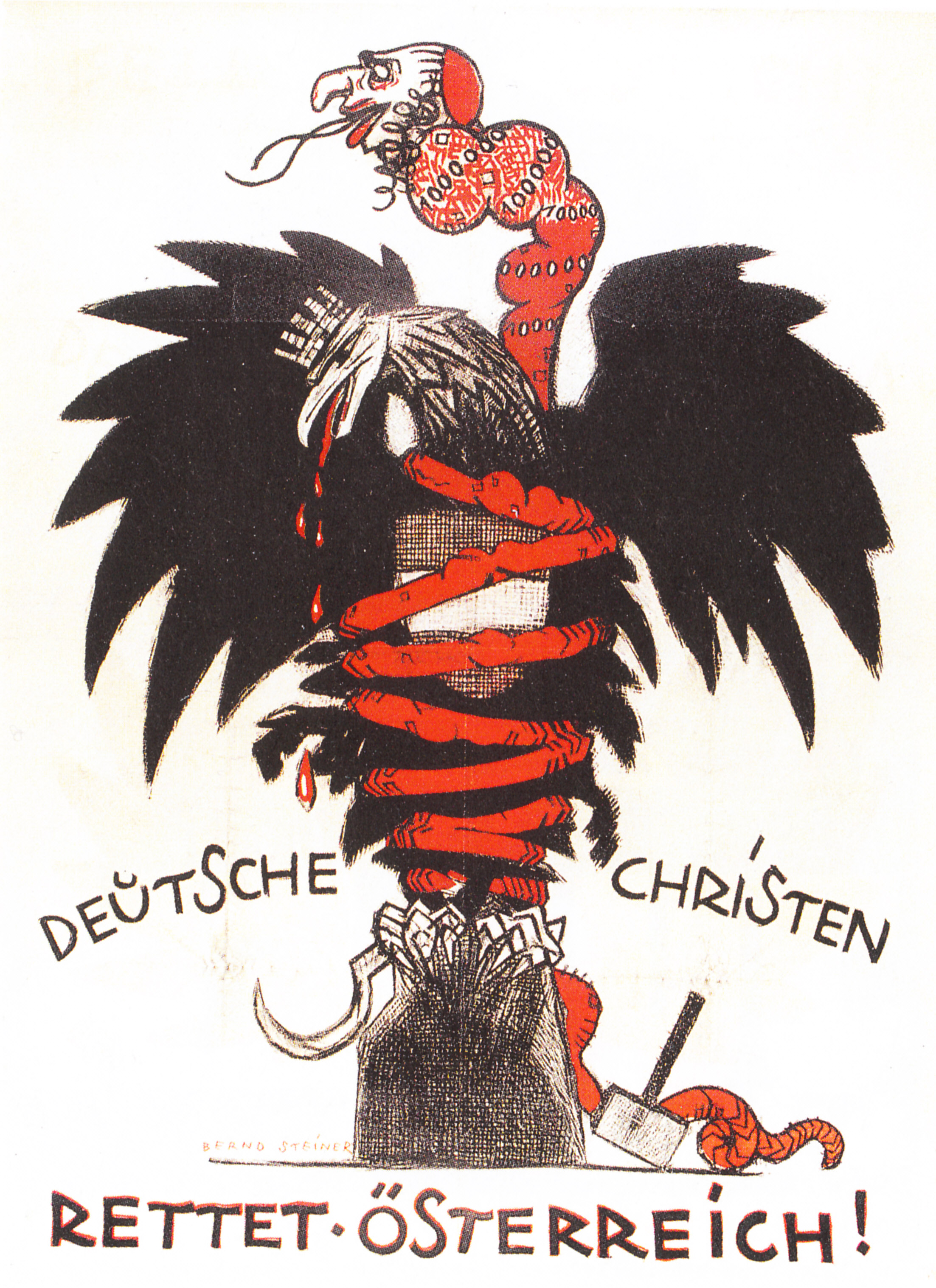
Antisemitisches Wahlplakat der Christlichsozialen Partei bei der Nationalratswahl 1920

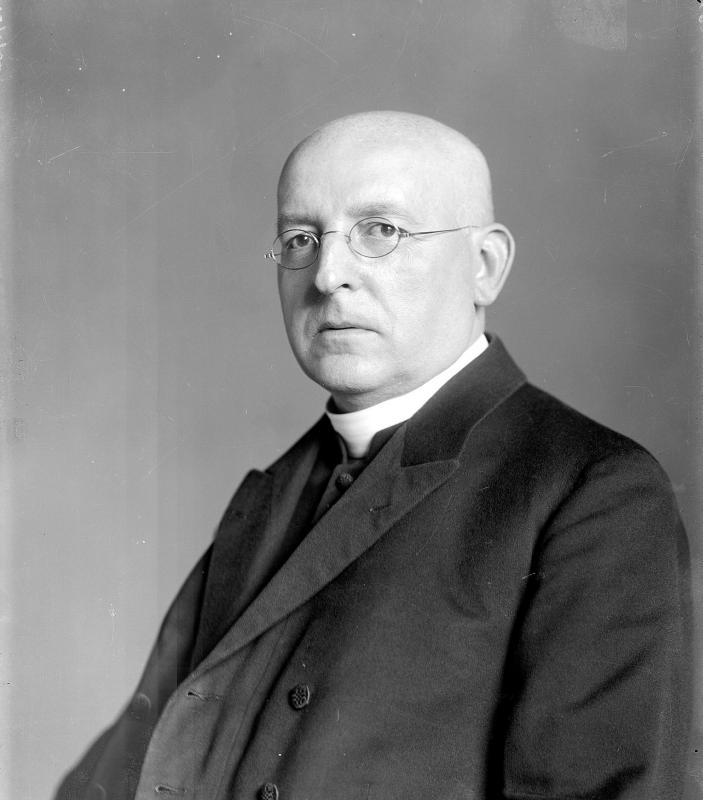
Ignaz Seipel, die prägende Gestalt der Christlichsozialen Partei in den 1920er Jahren

Auf den zurückgetretenen Liechtenstein folgte interimistisch bis zur Wahl eines neuen Parteiobmanns der oberösterreichische Landeshauptmann Prälat Nepomuk Hauser. Hauser war es auch, der Ignaz Seipel bewog, auf der christlichsozialen Liste zu kandidieren, jenen Geistlichen, der die prägenden Persönlichkeit der CSP in der ersten Republik werden sollte.
Die katholische Kirche, die in Österreich stets unter dem Schutz des Hauses Habsburg stand, fand in der CSP eine neue Schutzmacht. Spitzenrepräsentanten der Partei referierten nun regelmäßig auf Bischofskonferenzen über die politische Lage und für die Kirche war die CSP einziger Ansprechpartner für politische Wünsche (etwa zu Ehe- und Schulfragen). Ein Komitee wurde eingerichtet, das bei den Verfassungsverhandlungen die Wünsche der Kirche mit dem politischen Handeln der Partei akkordieren sollte.
Das christlichsoziale Wahlprogramm für die Wahlen zur verfassungsgebenden Nationalversammlung am 16. Februar 1919 vertrat traditionelle und antisemitische Positionen wie das Bekenntnis zur „christlichen Familie“, die sittliche Erziehung der Jugend, die Ablehnung „religionsloser Schulen“ und trat gegen die „Vorherrschaft des Judentums“ auf. Daneben gab es auch soziale und wirtschaftliche Forderungen: Die Ablöse von Grundbesitz, der nicht im Interesse der Gesamtheit bewirtschaftet wurde und der als „Heimstätten für aus dem Felde zurückkehrender Krieger“ verwendet werden sollte, die Errichtung von Handels-, Landwirtschafts- und Arbeiterkammern sowie die Schaffung eines modernen Arbeitsrechts und eines umfassenden Versicherungsschutzes. Angesichts der teilweise herrschenden revolutionären Stimmung und der Vorgänge in Russland und einigen Nachbarländern forderte die CSP als „Partei der gesellschaftlichen Ordnung“, dass sich die demokratische Entwicklung ohne gewaltsamen Umsturz vollziehen solle. Ein Hirtenbrief der Bischöfe Deutschösterreichs unterstützte dieses Wahlprogramm.
Bei der Wahl erreichte die CSP mit 69 Mandaten den zweiten Platz hinter der SDAP (72 Mandate) und bildete mit dieser eine große Koalition (Staatsregierung Renner II und Staatsregierung Renner III). Dadurch hoffte man unerwünschte Entwicklungen in der jungen Republik verhindern zu können und durch die Zusammenarbeit der zwei großen Lager besser mit der ungeklärten außenpolitischen Lage umgehen zu können.
Zur Entschärfung der revolutionären Stimmung im Land trug die CSP die von der SDAP forcierte Sozialgesetzgebung mit, was die christliche Arbeiterbewegung freute, die in der CSP organisierten Vertreter von Handel, Gewerbe, Industrie und Landwirtschaft hingegen zähneknirschend hinnahmen. Man tröstete sich, dadurch Schlimmeres (Rätediktatur) abgewendet zu haben. Ein Erfolg der Koalition war auch der konsensuale Abschluss des Friedensvertrags von Saint-Germain.
Uneinigkeit gab es hingegen bei der Diskussion über das Wehrgesetz und über die Verfassung. Die CSP verdächtigte die Sozialdemokraten zunehmend, die Macht übernehmen und eine österreichische Variante des Bolschewismus realisieren zu wollen. Um im Falle einer bolschewistischen Machtergreifung über Kräfte zu verfügen, die der sozialistisch dominierten Volkswehr entgegentreten könnten, suchte die CSP Kontakte zu den Heimwehren und zu den bayerischen Wehrverbänden Orka und Orgesch. Der gegenseitige Vertrauensverlust führte schließlich zum Bruch der Koalition im Juni 1920.
Bei der Nationalratswahl im Oktober 1920 erreichte die CSP die meisten Mandate und bildete mangels Koalitionspartnern eine Minderheitsregierung unter Bundeskanzler Michael Mayr (Bundesregierung Mayr II), der jedoch schon im Sommer des folgenden Jahres aufgrund von Spannungen zwischen den Länder- und der Bundesorganisation der CSP demissionierte. Der neue Parteiobmann Ignaz Seipel versuchte die bedrohte Einheit der Partei wiederherzustellen und konnte eine Stärkung der Parteiführung (Reichsparteileitung) erreichen. Das neue Beamtenkabinett Schober wurde von der CSP und der Großdeutschen Volkspartei (GDVP) unterstützt. Nachdem die GDVP aufgrund des Vertrags von Lana Schober ihre Unterstützung entzogen, verhandelte Seipel mit der GDVP über eine Koalition, welche am 31. Mai 1922 als Bundesregierung Seipel I vom Nationalrat gewählt wurde. In ihre Regierungszeit fiel die Umsetzung der harten Sparmaßnahmen der Genfer Sanierung.
Bei einer Regierungserklärung am 21. November 1923 gab Seipel vor dem Hintergrund des Hitlerputsches in Deutschland ein klares Bekenntnis zum Parlamentarismus ab: „Für uns ist das Parlament das Organ und die Bürgschaft einer Politik der friedlichen Entwicklung.“ Zugleich forderte er von der Opposition „Staatspolitik“, also das Zurückstellen der parteipolitischen Wünsche zugunsten der Verantwortung für das Wohl des Staates. Die SDAP dagegen warf der CSP vor, unter der Führung Seipels zur „Schutzherrin von Adel, Industrie, antimarxistischem politischem Katholizismus, Kapitalismus und Reaktion“ geworden zu sein, die sich von den sozialen Ideen Vogelsangs verabschiedet habe. Für Seipel lag das Scheitern von Konsensstrategien an der Übertreibung des Klassenstandpunktes durch die Sozialdemokraten, was zur „Zerreißung des Volkes“ führen müsse. Für ihn war die SDAP eine „Klassenpartei“ im Gegensatz zur CSP, die er als „Staatspartei“ begriff. Es kam zu einer Verhärtung der Fronten. Am 1. Juni 1924 verübte ein verarmter Arbeiter ein Attentat auf Seipel.
Am 8. November 1924 trat Seipel als Bundeskanzler zurück, weil der steirische Landeshauptmann und Parteikollege Anton Rintelen ein Sparprogramm, das Seipel vom Bund auf die Länder ausdehnen wollte, nicht mitzutragen bereit war. In der nachfolgenden Bundesregierung Ramek I gewannen die Länderorganisationen an bundespolitischem Einfluss. Es begann sich eine neue, zweifache Parteikrise abzuzeichnen. Einerseits wurden wieder Differenzen zwischen den Zielen der Länder- und der Bundesorganisation offenbar, andererseits entwickelte sich ein Konflikt der Länder mit der Wiener Landesorganisation, der vorgeworfen wurde, im Finanzausgleich die Bundeshauptstadt zu bevorzugen. Diese verwies auf den großen Druck, den das Rote Wien in dieser Frage ausübt, und dass eine Änderung des Verteilungsschlüssels nur unter schweren Kämpfen zu erreichen wäre (tatsächlich kam es erst im autoritären Ständestaat zu einer Umstrukturierung des Finanzausgleichs).
Ein anderes Krisenszenario bildete eine Reihe von Bankenzusammenbrüche 1925–1927. Darunter war eine Vielzahl kleinerer Institute, die unter Beteiligung christlichsozialer und großdeutscher Politiker entstanden waren und als Gegengewicht zu den Großbanken gedacht waren, denen man unterstellte, vom „jüdischen Finanzkapital“ dominiert zu sein. Mehr als 100 dieser Institute hatten sich während der Inflationsperiode verspekuliert und brachen auf Kosten der kleinen Sparer zusammen.
Das Image der Partei war also schwer angeschlagen, die Regierung Ramek zeigte ein zunehmend konfuses Erscheinungsbild und demissionierte schließlich am 15. Oktober 1926. Vier Tage später übernahm Ignaz Seipel erneut die Kanzlerschaft.
Im November 1926 gab sich die SDAP in Linz selbstbewusst ein neues Programm und für April 1927 stand die Nationalratswahl an. Seipel musste also aus einer schwierigen Situation in die Offensive gehen. Um einen befürchteten massiven Stimmen- und Mandatsverlust abzuwenden, strebte er die Bildung einer „antimarxistischen Einheitsfront“ an. Anfang des Jahres 1927 bildete die CSP mit großdeutschen und nationalsozialistischen Parteien das Wahlbündnis Einheitsliste, was der Sozialdemokrat Otto Bauer so kommentierte: „Seipel weiß, was Klassenkampf ist; alle Gegensätze innerhalb der besitzenden Klassen sind für ihn bedeutungslos. Für ihn gibt es nur eine Front: gegen die Sozialdemokratie.“
Die Wahlen änderten nichts grundlegend an den Machtverhältnissen, die SDAP festigte ihre Vormachtstellung in Wien, die CSP blieb mit der Einheitsliste stärkste Kraft im Nationalrat. Die Ereignisse rund um den Wiener Justizpalastbrand im Juli 1927 betrachtete Seipel als „bolschewistischen Anschlag“ und als Zeichen für austromarxistische Revolutionsbestrebungen. Dies führte dazu, dass die seit 1922 weitgehend eingestellten Kontakte zur Heimwehr wieder aktiviert wurden, die für einen allfälligen Kampf gegen eine linke Revolution instrumentalisiert werden sollte. Anhänger der Christlichsozialen wurden aufgerufen, den Heimwehrgruppen beizutreten. Allerdings wurden diese Ambitionen Seipels von Führern der Heimwehr erkannt, die, um nicht von der CSP vereinnahmt zu werden, als Gegenkonzept einen eigenen autoritär-faschistischen Kurs entwarfen. Mit einem großen Aufmarsch in Wiener Neustadt 1928 demonstrierten sie Stärke, und die Bildung des Heimatblocks als parteipolitischen Arm der Bewegung 1930 machte schließlich das Scheitern von Seipels strategischem Plan offensichtlich, der auch auf das Verhindern einer zusätzlichen rechten politischen Konkurrenz gerichtet war.
Anfang 1928 erklärte Seipel den Kampf der CSP um die „wahre Demokratie“ zum eigentlichen Gegenstand der österreichischen Republik. Die Sozialdemokraten würden mit ihrer „parteipolitischen Ausschrotung“ der Bankenskandale und -zusammenbrüche keine Rücksicht auf das Staatsinteresse nehmen. Ihre „Parteioligarchen“ hätten kein Verantwortungsgefühl gegenüber dem Staat (res publica), sondern nur gegenüber den Parteiinteressen (res privata). In dieser Zeit spielte er auch erstmals mit dem Gedanken einer zeitlich befristeten Diktatur in Krisenzeiten, die aber im Sinne der res publica zu agieren habe. Als vorbildlich sah er den Artikel 48 der Weimarer Verfassung.
Er argumentierte aus diesen Überlegungen heraus für eine Verfassungsreform, die eine Stärkung einer ausschließlich dem Staatsganzen verpflichteten Staatsspitze und eine größere Unabhängigkeit der Regierung vom Parlament gewährleisten sollte, sowie den Bundesrat in eine Länder- und Ständekammer  umwandeln. Einige dieser Überlegungen flossen in die Verfassungsreform 1929 ein, der unerfüllte Rest gewann in der Partei angesichts der sich verschärfenden Wirtschaftskrise zunehmend Befürworter, die Enzyklika Quadragesimo anno bestärkte den Wunsch nach einem „ständischen“ Umbau der Politik.
Ab Dezember 1928 stellte die CSP mit Wilhelm Miklas auch den Bundespräsidenten. Er sollte dieses Amt, das durch die Verfassungsnovelle 1929 gestärkt wurde, bis zum 13. März 1938 bekleiden.
Seipel demissionierte im April 1929 als Bundeskanzler, blieb aber weiterhin bis zu seinem Tod im Sommer 1932 eine einflussreiche Gestalt in der Partei. Anfang der 1930er Jahre empfand es die CSP zunehmend schwieriger, im Parlament Mehrheiten für Maßnahmen zur Besserung der katastrophalen Wirtschaftslage zu finden. Neuwahlen wollte man aufgrund der befürchteten massiven Wahlgewinne der NSDAP-Hitlerbewegung um jeden Preis vermeiden. Daher fanden Seipels Überlegungen zu einer autoritären Lösung immer mehr Anhänger in der Parteibasis.

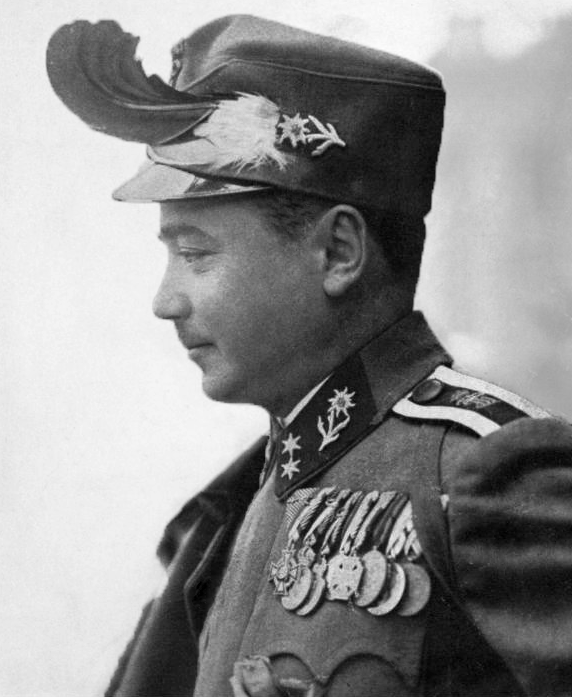
Engelbert Dollfuß betrieb den Übergang der parlamentarischen Ersten Republik in den autoritär geführten Ständestaat.

Im Frühjahr 1932 wurde eine Koalitionsregierung mit dem Landbund und dem Heimatblock gebildet, der als politischer Arm der Heimwehr ein scharfer Kritiker des Parlamentarismus war. Bundeskanzler wurde der vormalige Landwirtschaftsminister Engelbert Dollfuß. Nachdem im Sommer 1932 Entscheidung zur Annahme der Bedingungen des Lausanner Protokolls nur mit Müh und Not errungen werden konnte, wandte Dollfuß im Herbst des Jahres erstmals das noch aus der Monarchie stammende Kriegswirtschaftliche Ermächtigungsgesetz (KWEG) an, mit dessen Hilfe er per Verordnung und unter Umgehung des Nationalrates Maßnahmen zur Sanierung der in Not geratenen Credit-Anstalt für Handel und Gewerbe setzen konnte.
Als am 4. März 1933 im Parlament bei der Diskussion eines Eisenbahnerstreiks alle drei Nationalratspräsidenten zurücktraten und damit der Nationalrat handlungsunfähig wurde, erkannte Dollfuß dies als Chance, den schon länger herbeigesehnten autoritären Weg einzuschlagen: Er sprach von einer „Selbstausschaltung des Parlaments“ und ließ verkünden, dass dies eine Parlamentskrise sei, keine Staatskrise, denn die Regierung sei davon nicht berührt. Sie würde Ruhe und Ordnung beschützen und in diesem Sinne werden alle Aufmärsche und Versammlungen verboten und die Presse unter Zensur gestellt.
Durch ein vorläufiges Nichtzusammentreten des Nationalrats sollten die Sozialdemokraten zur Zustimmung zu einer neuen Verfassungsreform gezwungen werden, die das ungeliebte parlamentarische System in ein berufsständisches nach Vorbild der Sozialenzyklika Quadragesimo anno umbilden sollte. In der Zwischenzeit wollte die Regierung dringend notwendige Maßnahmen per KWEG als Notverordnungen umsetzen.
Politisch erfuhr Dollfuß dabei Rückendeckung von den christlichsozialen Landeshauptmännern wie auch von der Parteibasis. Journalistisch wurde dieser Kurs von der Reichspost unterstützt. Das Verbot des Republikanischen Schutzbundes am 31. März feierte sie als Beseitigung des „Revolutionsschutts“.
Nachdem die Wiener Landesregierung eine Reihe von Beschwerden gegen das Vorgehen der Regierung beim Verfassungsgerichtshof eingebracht hatte, wurden mit Versprechungen und Pressionen so viele Mitglieder des Gerichtshofes zum Rücktritt veranlasst, dass kein Senat mehr in der erforderlichen Stärke zusammentreten konnte, um diese Beschwerden abzuhandeln.
Parallel erfolgte innerparteilich eine Diskussion über die konkrete Gestaltung der Verfassungsreform. Die Ergebnisse der laufenden Verhandlungen für ein Konkordat sollten jedenfalls in die neue Verfassung einfließen, aus der ersichtlich sein sollte, dass die Staatsführung „in katholischen Händen“ liege. Darüber hinaus sollte sie auch der Abwehr des Nationalsozialismus dienen. Die NSDAP hatte in Deutschland die Macht übernommen und die österreichische NSDAP versuchte wiederholt, die CSP zu einer Zusammenarbeit zu bewegen. Der NSDAP-Landesinspekteur Theo Habicht schlug Dollfuß vor, nach Neuwahlen eine Koalitionsregierung zu bilden. Da ein nationalsozialistischer Bundeskanzler außenpolitisch schwer tragbar sei, wäre die NSDAP bereit, unabhängig vom Wahlausgang der CSP das Kanzleramt zu überlassen. Das Verhältnis zwischen den beiden Parteien sei außerdem von einer klaren Alternative geprägt. Es gebe „nur Krieg oder Frieden, ein Drittes gibt es nicht“.
Für Dollfuß, Miklas und viele andere hohe Funktionäre der Partei war eine Kooperation mit den Nationalsozialisten ausgeschlossen, sie wurden zunehmend als der eigentliche Gegner gesehen. Der vormalige Bundeskanzler Rudolf Ramek dazu: „Krieg oder Frieden, dieses Wort ist falsch. Es gibt nur Krieg.“
Vor dem Parteitag in Salzburg im Mai 1933 sprach sich die Partei entschieden gegen jede Annäherung an die NSDAP aus. Dollfuß beabsichtigte zu diesem Zeitpunkt bereits eine organisatorische Zusammenfassung aller die Regierungspolitik unterstützenden Gruppierungen in einer neuen Massenbewegung, mit deren Hilfe der Agitation der Nationalsozialisten und der Sozialdemokraten begegnet werden sollte. Mit einem Aufruf in der Wiener Zeitung am 21. Mai 1933 wurde erstmals für den Beitritt zu dieser „Vaterländische Front“ (VF) genannten Sammelbewegung geworben. Die Parteimitglieder gingen davon aus, dass die CSP innerhalb der Vaterländischen Front die dominierende Kraft darstellen würde. Ein mögliches Aufgehen der Partei in der VF war noch denkunmöglich. In zahlreichen Wortmeldungen am Parteitag wurde für den Verfassungsumbau und die anschließende Rückkehr zum Parteienstaat und Parlamentarismus plädiert. Dollfuß, der eine Rückkehr zum schon von Seipel kritisierten Parteiegoismus befürchtete, strebte jedoch eine fundamentalere Neuformulierung der Politik an. Im Juni 1933 wurden diese Differenzen als Spannungen zwischen Dollfuß und der Partei bemerkbar. Kunschak erwähnte im Christlichsozialen Klubvorstand, dass sich der Klub durch die Regierung zunehmend missachtet fühle, offenbar fände sie es nicht mehr für nötig, den Klub über wichtige Entscheidungen zu informieren und mit ihm zu diskutieren.
Als Dollfuß am 11. September 1933 als Führer der VF die programmatische Trabrennplatzrede hielt, in der er offen für die Abkehr vom Parteienstaat und die Errichtung eines „sozialen, christlich-deutschen“ Staates, auf „ständischer Grundlage und unter autoritärer Führung“ eintrat, geriet die CSP endgültig in die Defensive. Wenige Tage später nahm Dollfuß eine Regierungsumbildung vor (Regierung Dollfuß II), bei der er selbst neben der Kanzlerschaft die Ministerien für Äußeres, Verteidigung, Sicherheit (Inneres) und Land- und Forstwirtschaft übernahm.
Während sich viele in der Partei noch der Illusion hingaben, die Partei würde als wichtigste Gruppe innerhalb der VF weiterbestehen, sahen dies andere klarer: Carl Vaugoin zog aus dem drohenden Ende der Partei die Konsequenz, ließ sich am 1. November 1933 als Parteiobmann beurlauben und ging in die Privatwirtschaft. Emmerich Czermak, von Dollfuß zum neuen geschäftsführenden Parteiobmann ernannt, war in erster Linie dazu ausersehen, die Liquidation und Überführung der CSP in die VF durchzuführen.
Die an der Regierung beteiligte Heimwehr drängte immer deutlicher auf einen faschistischen Staatsumbau nach italienischem Vorbild. Gegenüber dem Klub argumentierte Dollfuß, die Einbindung der Heimwehr in die Regierungskoalition wäre unbedingt notwendig gewesen, um den regierungstreuen Flügel der Heimwehr zu stärken und diese an einer Rechtskoalition mit den Nationalsozialisten zu hindern. Ein Eingehen auf die immer deutlicher werdenden Signale einer Verhandlungsbereitschaft der Sozialdemokraten wäre „der beste Nährboden für NS [= Nationalsozialisten]“.
Die Ereignisse des 12. Februar 1934 beendeten alle regierungskritischen innerparteilichen Diskussionen. Die Schuld am Bürgerkrieg wurde einstimmig bei den Sozialdemokraten gesehen und der Regierung gratulierte man zur erfolgreichen Verteidigung von Staat und Volk. Gleichzeitig gab es Irritationen über die Annäherung Dollfuß’ an die Heimwehr. Er ließ die Aussage des Vizekanzlers und Heimwehrführers Emil Fey, Dollfuß sei „der unsere“, unwidersprochen und reagierte auch nicht auf massive Drohungen der Heimwehr gegen führende Vertreter der Partei. Allerdings wusste Dollfuß um die Bedrohung, die die Heimwehr darstellte. Seine Politik war auf ihre Instrumentalisierung gegen Austromarxismus und Nationalsozialismus ausgerichtet, anschließend sollte sie durch Aufgehen in der VF neutralisiert werden. Tatsächlich wurden Fey und die Heimwehrbewegung in den folgenden Jahren sukzessive entmachtet.
Am 1. Mai 1934 wurde die ständestaatliche Verfassung verkündet, in der Parteien keine Rolle mehr spielten. Am 14. Mai fand die letzte Sitzung des christlichsozialen Klubs statt, bei der Kunschak in einer Rede die Geschichte der Partei rekapitulierte und anfügte, dass sie ihre „Pflicht restlos erfüllt“ habe. Dollfuß führte aus, dass der „Zweifrontenkrieg“ der „einzig mögliche Weg“ gewesen sei, „wenn wir Österreich vor einer roten und vor einer braunen Welle bewahren wollen“. Die neu geschaffene Vaterländische Front sei eine Erneuerungsbewegung, die aufgrund ihrer weltanschaulichen Grundlagen „treue Hüterin“ des christlichsozialen Gedankenguts sein werde. Mit dem Ende dieser Sitzung erlosch das Parteileben und am 28. September erklärte die Bundesparteileitung, dass sie ihre Funktion als Partei einstelle „mit dem Gefühl der Genugtuung darüber, daß sie eine historische Aufgabe voll und ganz erfüllt“ habe.
Zwar wurde die Partei de jure 1934 aufgelöst, ideologisch, personell und Lager-traditionell 1945 als ÖVP aber de facto neu gegründet.

## Katholische Vereine als Stützen der Partei
In der Anfangsphase der Partei bestand ihre Struktur aus den informellen freundschaftlichen und geschäftsmäßigen Netzwerken ihrer individuellen Politiker. Das starke Engagement des niederen Klerus führte dazu, dass sich die Parteistrukturen parallel zu den katholischen Vereinsstrukturen entwickelten, die Parteimitgliedschaft basierte auf der Mitgliedschaft eines Vereins.
1900 wurde ein zentrales politisches Sekretariat gegründet, das im Vergleich zu den mächtigen „Bezirkskaisern“ eher wirkungslos blieb. In der Ersten Republik versuchte Ignaz Seipel den Organisationsaufbau auf Bundesebene übersichtlich und hierarchisch zu gestalten. Mehrere Statutenreformen stärkten die Bundesparteileitung gegenüber den weiterhin mächtigen Landesorganisationen, die durch die Vielfalt ihrer katholischen und ständischen Gruppierungen den Charakter von Dachverbänden hatten.
1919 entstand der „Volksbund der Katholiken Österreichs – Vereinigter Piusverein und katholischer Volksbund“, der aus dem 1905 entstandenen „Katholischen Volksbund“ hervorgegangen war. 1922 rief Papst Pius XI. in Österreich die „Katholische Aktion“ ins Leben. Als Laienapostolat unter priesterlicher Führung wurde sie Speerspitze der Konfrontationen mit dem laizistischen und antiklerikalen Sozialismus. Zu Beginn der 1930er Jahre gab es 219 katholische Vereinigungen in Österreich, die in den beiden Dachorganisationen „Katholische Aktion“ und „Volksbund der Katholiken“ straff organisiert waren. Das vom Volksbund 1929 gegründete Kleine Volksblatt erzielte eine tägliche Auflage von 92.000 und war neben der Wiener Kirchenzeitung (wöchentliche Auflage 250.000) das größte unter den vielen publizistische Medien des Katholizismus in Österreich (zum Vergleich: Die Reichspost kam auf eine tägliche Auflage von „nur“ 40.000).
Besondere Bedeutung erlange durch das 1918 eingeführte Frauenwahlrecht auch der 1907 gegründete Dachverband „Katholische Reichs-Frauenbewegung“ als Arbeitsgemeinschaft katholischer Frauenorganisationen mit insgesamt etwa 250.000 Mitgliedern. Ihr Organ KFO-Frauenbote erklärte: „Wir wählen christlich, weil wir katholisch sind!“
Weitere zentrale politische Organisationen des Katholizismus bildeten der 1919 gegründete „Reichsbauernbund“ mit rund 240.000 Mitgliedern, sowie die von Kunschak geführte christliche Arbeiterbewegung mit etwa 112.000 Mitgliedern. Aus ihr gingen als Gegenentwurf zur „gottlosen“ sozialdemokratischen Gewerkschaftsbewegung die christlichen Gewerkschaften hervor.
Besondere Aufmerksamkeit wurde der Förderung von Jugendorganisationen gewidmet, da der „Kampf um die Jugend“ als richtungsbestimmend für die Zukunft betrachtet wurde. Die größten Organisationen stellten der 1921 gegründete „Reichsverband der katholischen Mädchenvereine“ dar, dem in 2.180 Vereinen über 70.000 Mitglieder angehörten, sowie der im selben Jahr gegründete „Reichsbund der katholischen deutschen Jugend Österreichs“ mit rund 100.000 Mitgliedern.
Ebenfalls eng mit dem parteipolitischen Katholizismus verbunden war der österreichischen Cartellverband (CV, ab Juli 1933 ÖCV), der einen großen Teil der politischen Elite der Christlichsozialen Partei stellte: Acht der zwölf Bundeskanzler sowie Bundespräsident Miklas waren Mitglieder des CV.
Nachdem der Vatikan Dollfuß im April 1933 seine Unterstützung zugesichert hatte und die katholische Kirche am 5. Juni mit der Unterzeichnung des Konkordats von 1933 ihr bedeutendstes politisches Ziel erreicht hatte, verfügten die Bischöfe am 6. Dezember 1933 den Rückzug aller Priester aus politischen Funktionen bis zum 15. Dezember 1933. Politische katholische Vereinigungen wie der als Landesorganisation der Partei fungierende oberösterreichische „Katholischen Volksverein“ Josef Aigners wurden in unpolitische Vereine übergeführt. Dadurch verlor die CSP ihre wichtigsten organisatorischen und propagandistischen Stützen. Im Weihnachtshirtenbrief am 22. Dezember 1933 deklarierte der österreichische Episkopat seine Unterstützung der „christlichen Bestrebungen“ der bereits autoritären Regierung, alle Katholiken seien aufgerufen, diese nach Kräften zu unterstützen. Im Februar 1934 rief die Bischofskonferenz die Mitglieder der Katholischen Aktion zum Beitritt zur Vaterländischen Front auf. Ein korporativer Eintritt der katholischen Verbände wurde jedoch zur Wahrung ihrer Selbständigkeit abgelehnt.

## Parteiobmänner
- 1893–1910 Karl Lueger (Gründer, Wiener Bürgermeister 1897–1910)
- 1910–1918 Aloys von Liechtenstein
- 1918–1920 Johann Nepomuk Hauser (1908–1927 Oberösterreichischer Landeshauptmann, 1918–1920 2. Nationalratspräsident)
- 1920–1921 Leopold Kunschak
- 1921–1930 Ignaz Seipel (Bundeskanzler 1922–1924 und 1926–1929, Außenminister 1930–1931)
- 1930–1934 Carl Vaugoin (1921–1933 Heeresminister, 1930 Bundeskanzler; ließ sich am 1. November 1933 als Parteiobmann beurlauben und schied am 26. Jänner 1934 endgültig aus dieser Funktion aus)
- 1934 Emmerich Czermak (1929–1932 Bildungsminister; Wurde bereits am 16. November 1933 als geschäftsführender Parteiobmann eingesetzt)